# Великая Буда
Вели́кая Бу́да (укр. Велика Буда) — село в Острицкой сельской общине Черновицкого района Черновицкой области Украины.
Население по переписи 2001 года составляло 1291 человек. Почтовый индекс — 60531. Телефонный код — 3740. Код КОАТУУ — 7320780801.

## История
В 1946 г. Указом ПВС УССР село Буда-Маре переименовано в Великая Буда.
До 2020 года входило в Герцаевский район.